# Gottfried Ams
Gottfried Ams (* vor 1450; heimatberechtigt in Baar und 1502 in Zug; † zwischen 1502 und 1504) war eidgenössischer Landvogt und Zuger Standesgesandter.

## Leben und Wirken
Gottfried Ams war Sohn des Hans Ams und der Greti Schmid. Er war Bauer und Kirchmeier. Ams heiratete in erster Ehe Greti Meyer, in zweiter Ehe Anna Has.
Ams ist zwischen 1476 und 1499 mehrfach als Gesandter des Standes Zug zur Tagsatzung belegt (1476–1477, 1479–1482, 1487 und 1499). Im Jahr 1477 vertrat er das Äussere Amt im «Fähnleinstreit» mit der Stadt Zug. Drei Jahre später vertrat er im Streit mit dem Kloster Einsiedeln die Stadt und das Amt Zug. Streitpunkt war die Gerichtsbarkeit im Hof Neuheim. Ams ist 1487 als Zuger Ratsherr belegt und wurde 1502 in  der Stadt Zug eingebürgert.
Ams amtierte von 1486 bis 1488 als Landvogt im Thurgau.

## Belege
1. 1 2 3  Renato Morosoli: Gottfried Ams. In: Historisches Lexikon der Schweiz.  19. Juli 2001.

| Personendaten    | Personendaten                                     |
| ---------------- | ------------------------------------------------- |
| NAME             | Ams, Gottfried                                    |
| KURZBESCHREIBUNG | eidgenössischer Landvogt und Tagsatzungsgesandter |
| GEBURTSDATUM     | vor 1450                                          |
| STERBEDATUM      | vor 1504                                          |